# Independent Investigations Group
L'Independent Investigations Group (IIG) è un'organizzazione non-profit statunitense fondata dal direttore esecutivo della Center For Inquiry di Los Angeles James Underdown nel gennaio 2000 allo scopo di incoraggiare l'indagine critica delle domande sul paranormale e sulla Scienza di confine portando all'abbattimento della superstizione.

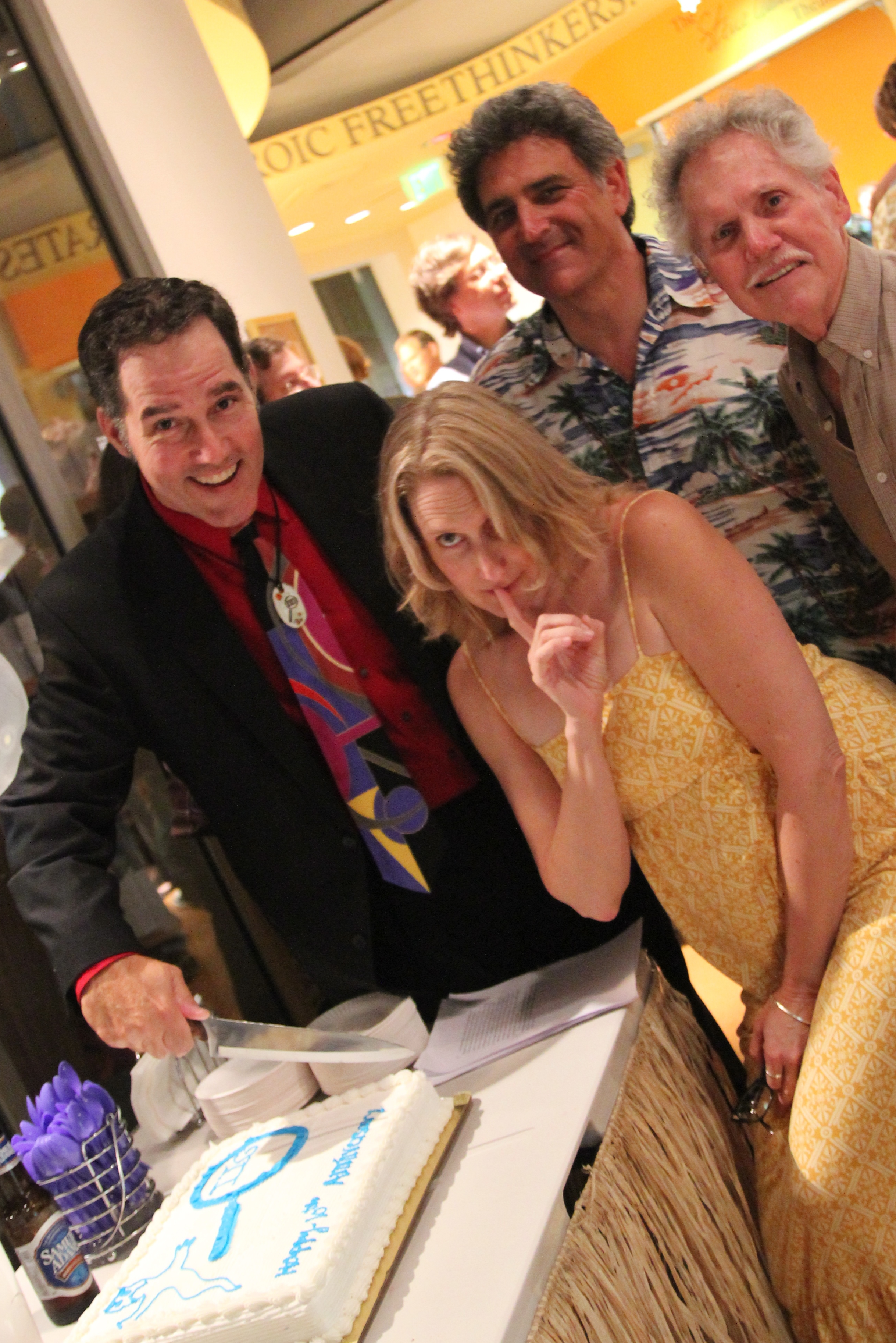
I quattro membri fondatori del gruppo, da sinistra: James Underdown, Brian Hart, Milton Timmons e Sherri Andrews.

A tale scopo l'IIG offre 50,000 dollari a chiunque riesca a provare, sotto adeguate condizioni di osservazione, tracce di qualsivoglia potere o fenomeno paranormale, soprannaturale o occulto. Oltre a tali condizioni l'organizzazione si occupa solamente di stabilire il protocollo ed amministrare il test; lasciando al dichiarato detentore dell'abilità totale libertà di scelta sul luogo in cui svolgere la dimostrazione.
Nonostante l'IIG conduca per lo più esperimenti di carattere scientifico, le conoscenze collettive dei suoi membri, per lo più laici, includono l'architettura, l'archeologia, l'educazione, l'elettronica, l'ingegneria, la produzione cinematografica, la legislatura, la medicina, la psicologia e gli effetti visivi.
Nel 2011 L'IIG ha avviato un programma di affiliazione che permette ad altri gruppi scettici di tutto il mondo di partecipare al premio-sfida di 50.000 dollari o alle loro indagini.
La sede principale dell'associazione è situata ad Hollywood, in California; tuttavia vi sono numerose filiali diffuse per tutto il territorio statunitense, di cui le principali a Washington, Atlanta, Denver e San Francisco; nonché nelle provincie canadesi di Alberta e Columbia Britannica.

## Investigazioni
Nel 2001 l'IIG ha testato le presunte capacità mediatiche di Sparky "il cane meraviglia", deducendo che in realtà stesse reagendo ai movimenti del suo padrone Gordie Rosenberg e non alla telepatia come precedentemente affermato; e ha smentito i presunti telecineti Mark Joramo e Frank Mashenko.
Nel 2003 i membri del gruppo hanno preso parte alla registrazione di un episodio della serie di James Van Praagh Beyond al fine di documentare ciò che realmente accade durante le riprese e ciò che appare in televisione dopo l'aggiunta di effetti visivi. Come sospettato dal gruppo emersero numerose differenze significative e l'IIG concluse che i "poteri" di Van Praagh fossero «emanati dalla sala di montaggio».
Il 21 novembre 2009, l'IIG inaugura la sfida dei 50,000 dollari ponendola alla presunta sensitiva Anita Ikonen: messa di fronte ad una platea di sei persone dal viso coperto, uno dei quali privo di un rene; il compito della donna consisteva nell'indicare chi fosse sprovvisto del suddetto organo e scrivere su un foglio di carta se fosse il destro o il sinistro. La prova venne fallita.

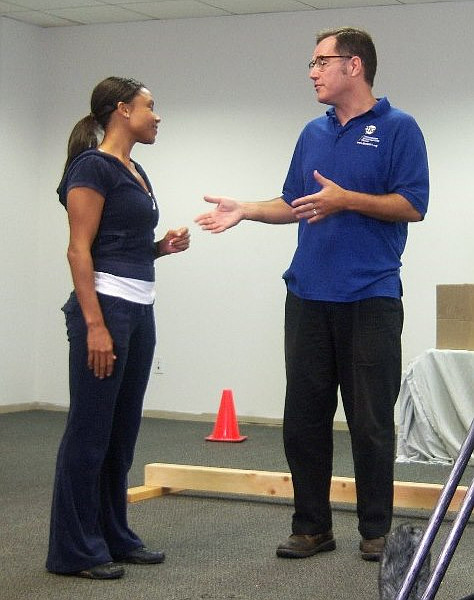
Dominique Dawes e James Underdown.

Nel dicembre dello stesso anno, Owen Hammer e James Underdown stesero una relazione inerente all'inchiesta, all'epoca in corso, sull'insegnamento del tocco terapeutico all'unità di formazione continua dei centri di cura californiani.
Il 28 ottobre 2010, la ginnasta e campionessa Olimpica Dominique Dawes, lavorando per lo Yahoo Weekend News e per l'IIG ha testato i braccialetti Power Balance per verificare la credenza che migliorino l'equilibrio, la flessibilità e la forza. A tal proposito essa ha dichiarato:
(Dominique Dawes)

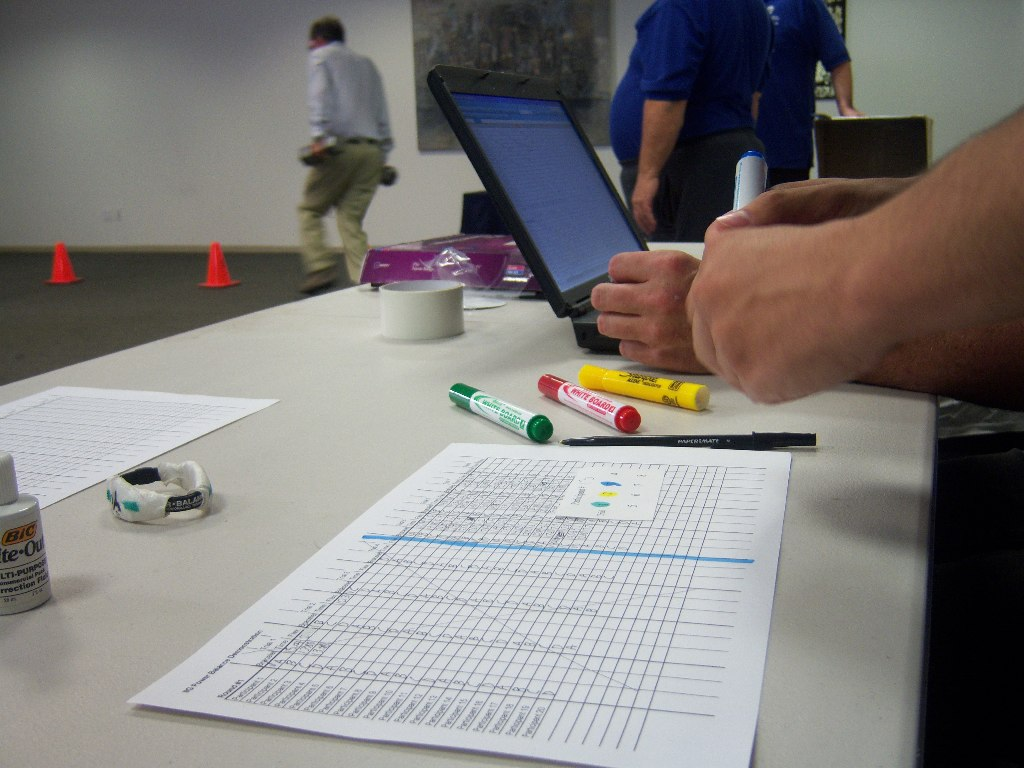
Il test IIG sui braccialetti Power Balance.

In accordo con l'investigatore IIG Dave Richards, l'esperimento si sarebbe svolto in doppio cieco: su quattro braccialetti uno solo era realmente funzionante, mentre agli altri tre era stato rimosso l'ologramma, tuttavia ognuno dei quattro fu avvolto con del nastro facendo in modo che nessuno potesse sapere quale fosse quello "vero". Uno dei quattro addirittura conteneva delle caramelle. Non c'era modo dunque di sapere se l'esperimento funzionasse o meno fino alla registrazione dei punteggi degli atleti, avvenuta dopo 64 manche, con 16 partecipanti coi suddetti 4 braccialetti. Dal rapporto di Wendy Hughes pare che nessuno dei grafici sia cambiato minimamente, dimostrando la falsità della superstizione, come ribadito dalla Dawes.
Nel giugno 2011 l'IIG ha esaminato 14 casi a cui la presuna sensitiva Carla Baron ha dichiarato d'aver assistito la polizia; tra di essi figuravano anche JonBenét Ramsey, Elizabeth Smart e Nicole Brown Simpson. Per tutti e 14 i casi il gruppo contattò la i dipartimenti responsabili delle indagini o i familiari delle vittime, ma ottenne per lo più risposte quali «Non abbiamo mai sentito nominare questa donna» o «Le informazioni da lei forniteci non sono state di alcun aiuto». La conclusione fu dunque che essa non abbia mai realmente risolto o fornito aiuto ad un caso di polizia.
Nel gennaio 2013 l'organizzazione ha celebrato il suo tredicesimo anniversario.

## IIG Annual Awards

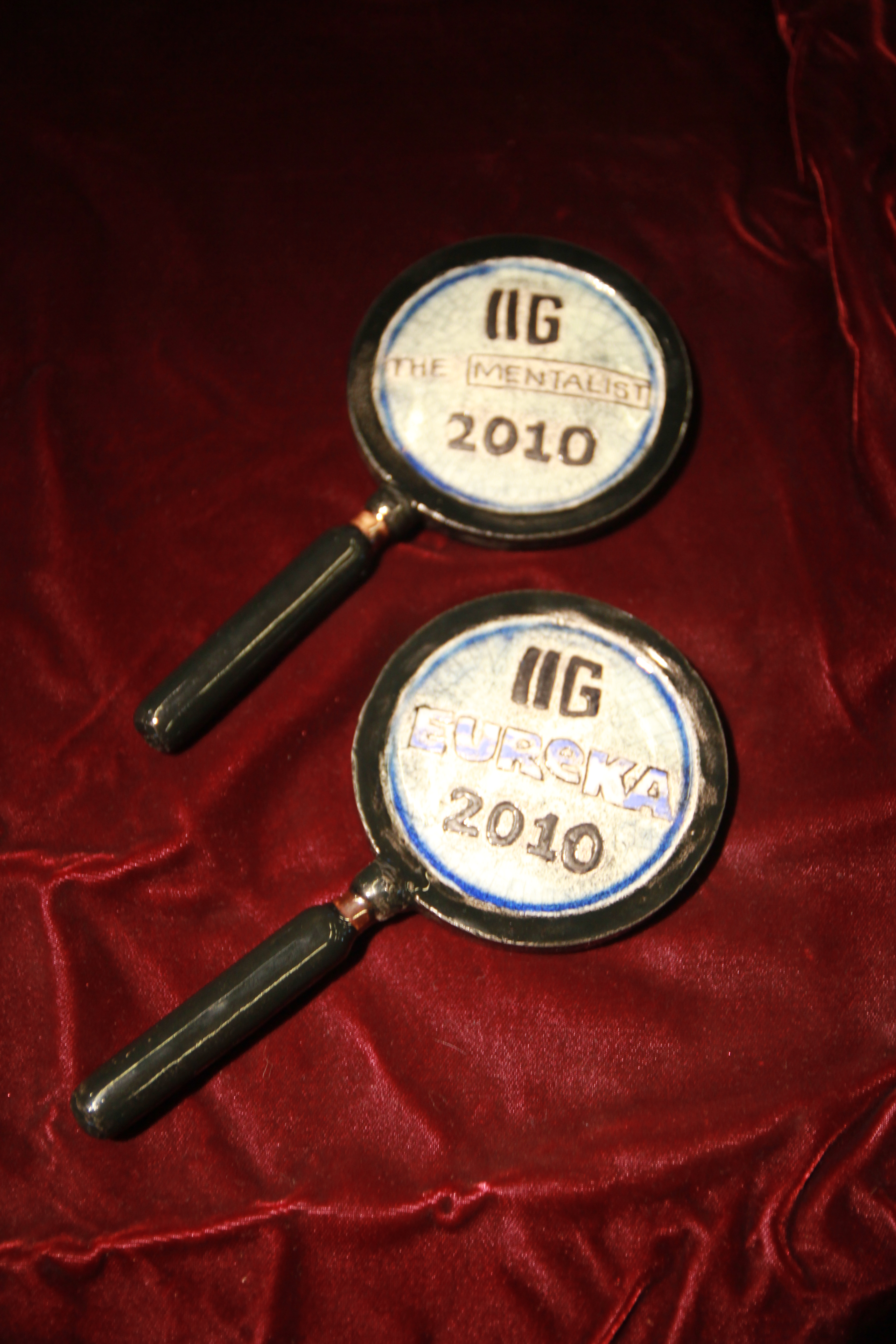
Due IIG Awards.

Dal 2005 l'IIG ha istituito un premio annuale volto a «riconoscere la promozione del pensiero critico e scientifico attraverso i mass media»; l'Independent Investigations Group Annual Awards. Durante la suddetta cerimonia, tenuta dal presidente e fondatore dell'associazione James Underdown e svolta presso lo Steve Allen Theater di Hollywood; i membri dell'organizzazione eleggono tramite votazione i peggiori ed i migliori esempi di pensiero scettico. Ogni vincitore di una delle categorie viene premiato con la statuetta ricalcante il simbolo dell'IIG ed una placca sui muri del succitato teatro.
Riguardo a tale premio, l'astrofisico Neil deGrasse Tyson si è espresso positivamente dicendosi grato che qualcuno si sia deciso a premiare chi si batte contro le «dubbie pseudoscienze».

### Iggies
Il premio conferito alle persone o fonti di intrattenimento valutate come migliori divulgatori del pensiero scientifico, chiamato appunto IIG Awards o più comunemente Iggies; venne conferito per la prima volta nel 2007 e fu dunque attribuito alla serie televisiva Psych ed a I Simpson, per l'episodio Lisa, che scimmietta!.
Il 23 giugno 2008 a ricevere il premio sono stati i film In the Shadow of the Moon e Phenomenon; oltre alle serie TV South Park, Is It Real? e Bullshit!.
Il 18 maggio 2009, l'IIG conferisce il premio ad Amanda Peet per il suo impegno nella campagna di sensibilizzazione pro-vaccino; inoltre viene conferita l'onorificenza anche a MythBusters, Religiolus - Vedere per credere e Root of All Evil.
Nel 21 agosto 2010 il premio viene conferito a Wendy Hughes, Ross Blocher, David Richards, Eugenie Scott, Carol Tavris, Brian Dunning, Harriet Hall, Michael Shermer e Brian Keith Dalton; ed alle serie TV Eureka e The Mentalist.
Alla cerimonia del 2011 sono stati premiati Dean Edell e Phil Plait.
Nel 2012 il cantante Tim Minchin e le sitcom The Big Bang Theory e Morgan Freeman Science Show si aggiudicano il premio assieme a South Park, che arriva così a quota due vittorie.

### TTTV Awards
Il Truly Terrible Television Awards, o semplicemente TTTV Awards, è una categoria di premi meno frequentemente assegnata e volta ad indicare i peggiori esempi di pensiero scientifico e razionale di fronte ad eventi apparentemente inspiegabili.
Nel 2007 ad aggiudicarselo furono la serie televisiva Psychic Detectives e gli episodi del  Montel Williams Show con Sylvia Browne; mentre l'anno successivo lo ottennero le serie Paranormal State e Ghost Hunters.
La successiva consegna del riconoscimento avvenne nel 2011, quando fu attribuito a Oprah Winfrey ed al Dr. Oz. Nell'anno successivo, a guadagnarselo è stata invece la serie TV Enigmi alieni.

### Houdini Hall of Honor Award

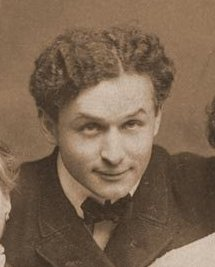
Harry Houdini, da cui il premio prende il nome, è stato anche il primo a riceverlo in via onorifica.

L'Houdini Hall of Honor è una categoria di premi attribuiti a coloro che hanno dimostrato una particolare dedizione alla causa; e prende il nome dalla prima persona a cui è stato attribuito, l'escapista Harry Houdini (Ehrich Weisz); sebbene l'anno della consegna, il 2007, lo ricevette postumo assieme a Carl Sagan.
Nel 2008 l'onorificenza fu conferita a James Randi; mentre negli anni seguenti la ricevettero anche Joe Nickell, Martin Gardner, Isaac Asimov e Ray Hyman.
Nel 2012 Neil deGrasse Tyson venne insignito dell'onorificenza dicendosene particolarmente onorato.

## Nei media
- L'IIG viene menzionato da Mark Edward in Skepticality[21] e da Spencer Marks in Oh No Ross and Carrie[22].
- Durante un'intervista su France 24 a proposito dei gruppi che organizzano tour dei fantasmi, Mark Edward ha dichiarato che: «Se in quei luoghi ci fosse un vero fantasma non dovrebbero far pagare nulla, avrebbero la più grande conquista scientifica della storia»[23]
- Su Meet the Skeptics!, Ross Blocher, discutendo dei suoi quattro anni d'attività con l'IIG, ha dichiarato di trovare particolarmente utile l'iniziativa dell'organizzazione per via della varietà dei talenti dei suoi membri. Blocher in tale occasione ha inoltre annunciato del programma di affiliazione DEL 2011[24].
- In un numero della rivista Voices to Visions, Mark Edward ha dichiarato: «il buon senso dovrebbe dirci ciò che quella di questi ciarlatani (sensitivi) è recitazione e nulla più, altrimenti, starebbero governando il pianeta» mentre in proposito degli show dedicati alla caccia ai fantasmi si è espresso dicendo di trovare più interessante se si cercasse di scoprire cos'è a fare veramente quei rumori nelle presunte case stregate[25].
- In un'intervista con John Rael fuori dal Magic Castle di Hollywood, Mark Edward ha dichiarato: «Negli anni ho continuato a cercare un vero sensitivo o evento paranormale... sono passati trent'anni e lo sto ancora cercando»[26].
- Christopher Brown ha intervistato Edward in un altro episodio di Meet the Skeptics!, dove questi ha dichiarato che «quando la gente vuole delle risposte c'è sempre chi è disposto a venderne loro una»[27]; Brown ha inoltre intervistato anche Jim Underdown al The Amaz!ng Meeting del 2012[28][29].

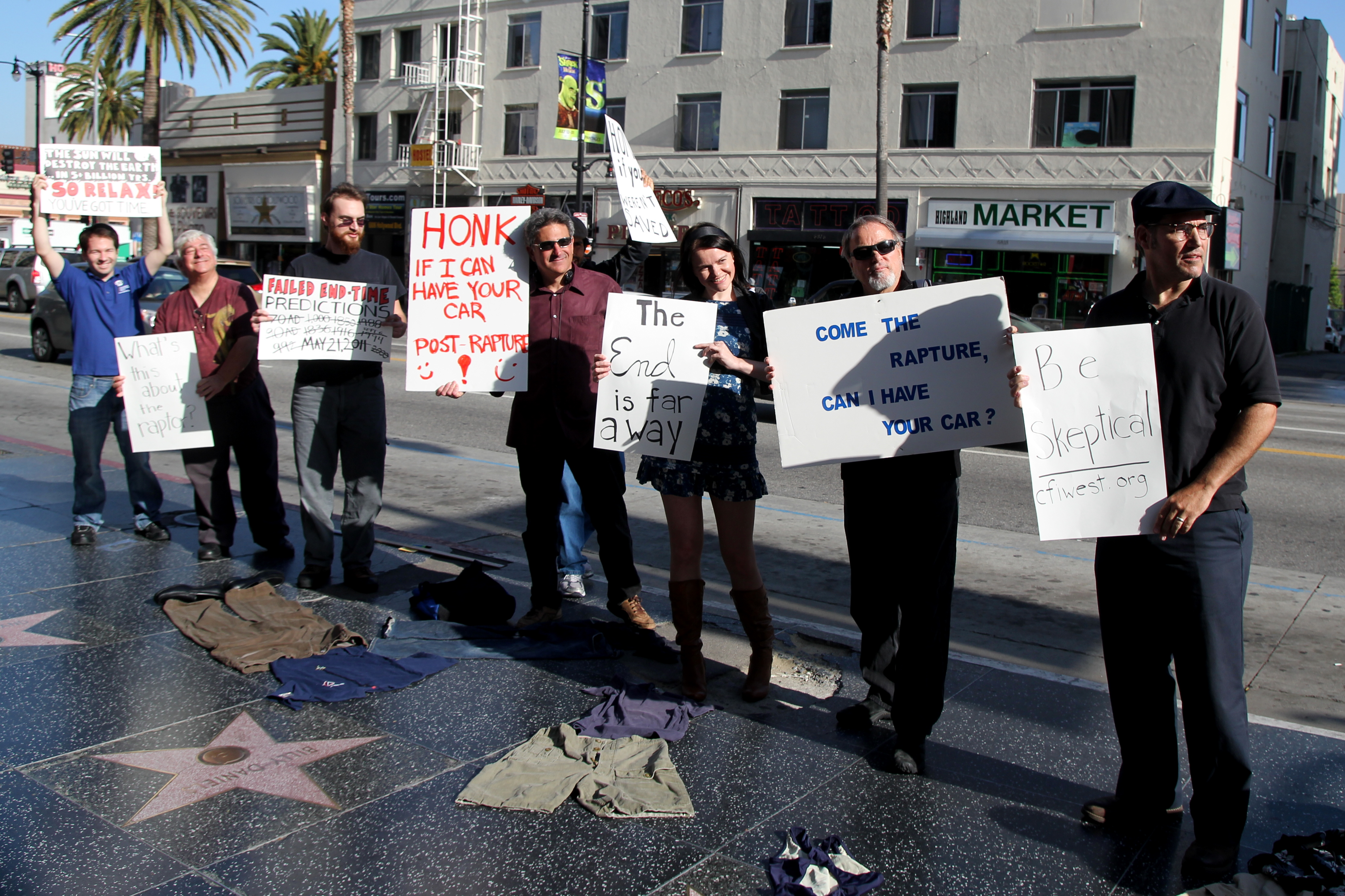
la campagna di protesta contro Harold Camping su Hollywood Boulevard nel 21 maggio 2011.

- Dopo la previsione apocalittica dell'intrattenitore radiofonico Harry Camping; l'IIG e l'American Atheists per protesta hanno svolto numerose manifestazioni con cartelli per tutta la nazione[30].
- Al ReasonFest del maggio 2011 il presidente dell'associazione, James Underdown, ha paragonato cinque miracoli presi dalla Bibbia a cinque indagini del paranormale svolte con il gruppo[31][32].
- Seth e Jeff del Leaders in Free Thought, hanno discusso della lettura a freddo con il mentalista e membro dell'IIG Mark Edward[33].
- James Underdown ha svolto un esperimento con lo staff di Miracle Detective per replicare l'apparizione di un angelo che avrebbe guarito una bambina disabile al Hemby Children's Hospital di Charlotte, Carolina del Nord; senza però che questo abbia dato i risultati decantati[34].
- L'investigatrice Wendy Hughes ha scritto una relazione sulla Glen Ivy Hot Springs Spa, che separa la realtà del relax dalla speculazione spirituale.
- Al SoCalParaCon Mark Edward ha discusso della sfida dei 50.000 dollari con la Para Quest Radio Network[35].
- Mark Edward e Jim Underdown compaiono in un episodio di Weird or What?[36]
- Su The BadCast l'IIG ha parlato dei casi di Robbie Thomas[37], Regen Traynor[38] e Anita Ikonen[39]; quest'ultima discussa anche a Skeptically Speaking[40].
- Joe Nickell ha scritto un articolo sullo Skeptical Inquirer in merito alla sua premiazione con l'Houdini Hall of Honor Award.
- L'IIG è stato presente in un episodio di Life and Times[41].
- James Underdown è un ospite fisso di Skeptical Sunday, dell'astronomo Seth Shostak; e dello show radiofonico SETI Are We Alone?[42][43][44][45][46][47][48][49].
- Mark Edward e James Underdown appaiono in un episodio di Bullshit![50][51].
- Nell'episodio del 18 giugno 2013 di You Are Here TV appaiono vari membri dell'IIG spiegando cos'è l'organizzazione ed in cosa consistono le loro indagini[52].

## The Odds Must be Crazy
Lanciato nel luglio 2011, The Odds Must be Crazy è un sito web supervisionato dalla blogger Kylie Sturgess, dal musicista George Hrab e dai mentalisti Mark Edward e Barbara Drescher; contenente storie di presunti fenomeni paranormali. Il sito è stato fondato dai membri dell'IIG Jarrett Kaufman e Wendy Hughes.